# Aggregat 4
Aggregat 4 (A4) je jednostupanjski balistički projektil na tekuće gorivo koji je razvilo Udruženje za svemirske letove Trećega Reicha za potrebne topništva. Po uspjehu početnih isproba, za projektil se počeo zanimati Adolf Hitler koji ga je odlučio iskoristiti za gađanje dobro branjenih meta, zbog čega je projektil nazvan Vergeltungswaffe 2 (V2) – Oružje osvete 2. Treći Reich ga je počeo koristiti potkraj II. svjetskoga rata i njime pogađao London i sl. Po predaji Trećega Reicha, Sjedinjene američke države zarobile su većinu preostalih projektila i njima 1946. obavile prve svemirske letove prilikom kojih su napravljena prve fotografije u svemiru.

## Razvoj
Početkom 1927. članovi Udruženja za svemirske letove (njem. Verein für Raumschiffahrt) počeli su eksperimentirati s raketama pokretanim tekućim gorivima. Budući da je na kraju 1. svjetskog rata njemačka vojska rabila rakete s čvrstim raketnim gorivom, Versaillskim su ugovorom zabranjena daljnja istraživanja te vrste goriva u Njemačkoj. Tijekom 1932. Reichswehr je započela razmatrati mogućnost uporabe projektila pokretanim raketnim motorima na tekuće gorivo kao dalekometno topničko oružje. Upravljanje razvojem dodijeljeno je tada zastavniku, a kasnije generalu Walteru Dornbergeru koji je projektiranje i razvoj testnih projektila dodijelio tada nepoznatom Wernheru von Braunu. Iako su prvi pokušaji razočarali Dornberger je prepoznao svu nadarenost von Brauna i nagovorio ga da svoje umijeće iskoristi za potrebe novonastajuće njemačke vojske.
U prosincu 1934. von Braun je ostvario prvi veći uspjeh svojom raketom A2 koju je pokretao motor na etanol i tekući kisik. Nakon toga nastavak rada usmjerio se prije svega na povećanje pouzdanosti samog motora. Ispitana su razna goriva ali je vrh njemačke vojske inzistiralo na uporabi etanola jer se bojao da neće moći u ratnim uvjetima osigurati dovoljnu količinu "egzotičnih" goriva. Zbog toga je njemačka vojska tijekom 2. svjetskog rata uglavnom rabila projektile i rakete na etanol koji se uglavnom dobivao preradom krumpira.

Tijekom 1936. tim skupljen oko von Brauna prešao je s A2 na veće projektile A3 i A4. I dok je A3 trebao poslužiti za daljnja testiranja A4 je trebao postati operativni projektil dometa 175 km koji je tijekom leta trebao doseći visinu od čak 80 kilometara i ponijeti bojnu glavu mase oko 1000 kg. Razvoj A4 omogućen je naglim razvojem raketnog motora koji je ostvaren ponajviše zahvaljujući Walteru Thielu. 
Nakon što je postalo očito da se je tim von Brauna ozbiljno približio razvoju uporabljivog oružja, Dornberger je od nadležnih zatražio da ih presele iz Kummersdorfa (mjesto blizu Berlina) u gradić Peenemünde na baltičkom otoku Usedom. Cilj je bio osigurati dovoljno prostora za neometano testiranje raketnih motora i samih projektila, ali i povećati sigurnost zbog mogućih otkazivanja tijekom lansiranja ili leta.
Ubrzo će se pokazati da je to bila vrlo mudra odluka jer se A-3 pokazao kao vrlo problematičan projekt od kojeg se ubrzo odustalo, te je započet projekt razvoja projektila A-5. Taj se projektil pokazao znatno pouzdanijim te je tijekom 1941. za potrebe razvoja lansirano oko 70 A-5. Prvo lansiranje A-4 obavljeno je 16. ožujka 1942. Projektil je preletio tek nešto više od kilometar i pol i pao u more.

Drugo lansiranje bilo je uspješnije prilikom kojeg je projektil dosegnuo visinu od 11 km prije nego što je eksplodirao. Tek je treći projektil, lansiran 3. listopada 1942. uspio preletiti udaljenost od 193 km te je postao prvi predmet napravljen ljudskom rukom koji je izašao iz zemljine atmosfere u svemir. Upravo je to lansiranje oduševilo Hitlera koji je odlučio da od A-4 napravi V-2.
Serijska proizvodnja A-4, koji je sad nosio službenu oznaku V-2 počela je već 1943. I prije nego što je bio u operativnoj uporabi V-2 se obilato rabio u Göebelsovoj propagandnoj mašineriji kao oružje koje će donijeti prevagu. Djelomično zahvaljujući tome Saveznici su saznali za postojanje A-4. Još više saznali su zahvaljujući članovima poljskog pokreta otpora koji su projektile snimili na testnom poligonu Blizna i fotografije uspjeli dostaviti britanskoj obavještajnoj službi. Vidjevši o kakvom se ubojitom oružju radi, Britanci su pokrenuli masovne zračne udare na Peenemünde ne bi li usporili testiranja i proizvodnju novih projektila. Umjesto toga prouzročili su velike žrtve među robovskom radnom snagom. Unatoč savezničkim naporima testiranja su se nastavila sve do 21. veljače 1945. kad je lansiran zadnji ispitni V-2. Zanimljivo je da je projektil lansiran 13. lipnja 1944. pao u Švedsku.
Kako je to bio čest slučaj tijekom 2. svjetskog rata u nacističkoj Njemačkoj veća je opasnost za razvoja naprednih oružja dolazila od Hitlera nego od savezničkih bombardera. Iako je Dornberger od početka želio da se za A-4 razviju mobilni lanseri kako bi se mogli rabiti na bojišnicama, Hitler je inzistirao da se za V-2 naprave velika podzemna postrojenja u kojima bi se V-2 projektili čuvali, punili gorivom i lansirali. Proizvodnja nije bila veći problem jer je raspoređena na vrlo veliki broj postrojenja diljem Njemačke te se je neometano nastavljala i tijekom najžešćih savezničkih zračnih udara.

Gradnja prvog podzemnog postrojenja počela je 1943. u Eperlequesu u blizini Pas-de-Calaisa u Francuskoj, ali su je Britanci uspjeli zaustaviti masovnim zračnim udarima. Gradnja drugog postrojenja u nedalekom velikom kamenolomu La Coupole ubrzo je prekinuta također zbog snažnog bombardiranja. Na kraju su Nijemci odustali od tog područja i preselili se južno od Cherbourga, ali i tamo su ih Britanci pronašli i bombardirali u trenucima kad je "beton još uvijek bio svjež".
Na kraju je Hitler odustao od ideje podzemnih postrojenja i pristao na Dornbergerovu ideju projektiranja pokretnih lansirnih mjesta koji bi se smjestili na velike kamione. Ni njih nije bilo lako sakriti od napadača iz zraka jer je samo jedan konvoj s projektilom, posadom, opremom i gorivom brojio najmanje trideset kamiona i drugih vozila. Niti postupak pripreme V-2 za lansiranje nije bio lak i brz. Prvo bi se projektil dopremio na sabirno mjesto na "Vidalwagenu" (prikolica) na kojem bi posada postavila bojnu glavu. Nakon toga bi ga preuzeo tim zadužen za lansiranje koji bi ga na "Meillerwagenu" (kamion tegljač) prebacio na lansirni položaj. Podigao bi ga na lansirno postolje, napunio gorivom i tek potom lansirao.
Osim što je cijeli postupak pripreme lansiranja trajao oko četiri sata (jedna bi postrojba uspjela dnevno lansirati od 8 do najviše 12 projektila) V-2 se je mogao lansirati s bilo kojeg mjesta, iako su Nijemci zbog prikrivanja najradije odabirali šumske puteve. Unatoč činjenici da je u blizini mobilnog lansiranog mjesta stajalo ili kretalo tridesetak vozila i nekoliko stotina ljudi, niti jedno nije otkriveno i uništeno.

## Opis
Projektil A-4 imao je domet od 306 do 320 km, te je na tu udaljenost mogao ponijeti bojnu glavu mase 1000 kg. Bojna glava se izrađivala od eksploziva Amatola koji je izabran zbog toga što ne eksplodira prerano čak ni kada se je vanjski čelični oplata užarila od trenja tijekom poniranja prema cilju i pritom bi dosegnuo temperaturu od oko 600 stupnjeva. Projektil je bio dugačak 14 metara, a najveći mu je promjer bio 1,68 m. Razmah krila bio mu je 3,57 m. U trenutku lansiranja imao je masu od 12 800 kg.

Kao što je već spomenuto preciznost mu nije bila naročito dobra te mu je CEP (circular error probable) bio 17 km. To je u praksi značilo ako se A-4 lansira na cilj udaljen 300 km, će imati 50% šanse pasti u polumjer od 17 km od cilja. To je bio domet da se pogodi grad, ali ne i određeni cilj (npr. zrakoplovna baza) u njemu. U obzir se mora uzeti i da je A-4 bio prvi operativni balistički projektil na svijetu koji je uz to razvijen u ratnim uvjetima te da ni tadašnji četveromotorni bombarderi nisu imali bitno veću preciznost. Potpuno drukčiju ulogu A-4 bi imao da je nacistička Njemačka uspjela razviti nuklearno oružje, jer bi bilo jedino operativno oružje koje bi nuklearnu bojnu glavu moglo prenijeti do ciljeva u Europi.
A-4 pokretao je raketni motor koji je kao pogonsko gorivo rabio alkohol (etanol), vodikov peroksid i tekući kisik. Kako bi se smanjila masa cijelog projektila tekući kisik su smjestili u aluminijski spremnik. Kako je A-4 bilo oružje za jednokratnu uporabu, bez obzira na njegovu učinkovitost, čudno je bilo da je njemačko čelništvo odobrilo uporabu aluminija u vrijeme kad je on bio potrebniji za izradu naprednih lovaca s mlaznim motorima. Motor se napajao gorivom pod visokim pritiskom uz pomoć visoko kapacitetnih Walter turbopumpi koje su pokretale turbine. Sama potisna komora bila je nepokretna i hladila se alkoholom dok se projektilom upravljalo pomoću grafitnih krilaca u mlaznici. Opremili su je s 1224 brizgaljki koje su osiguravale ravnomjerno miješanje i izgaranje alkohola i kisika. Temperatura rada u potisnoj komori bila je od 2500 do 2700 stupnjeva.
Kada je dostignuta odgovarajuća brzina, kontrolu leta na sebe su preuzela aerodinamička bočna kormila smještena na četiri velika repna stabilizatora. Sustav vođenja, koji se temeljio na žiroskopima LEV-3 s integriranim akselerometrima, projektanti su smjestili u vrh rakete, odmah iza bojne glave. Britanska obavještajna služba dugo vremena je mislila da se raketa navodi radiovezom sa zemlje jer je ispitni A-4, koji je pao u Švedsku, nosio nekoliko radioprijamnika. Navodno su pred kraj rata Nijemci razvili model A-4 čiji se je let u početnoj fazi mogao korigirati radiovezom. Kontrola putanje ostvarivala se uz pomoć radara.
Sustav vođenja upravljao je elektrohidrauličkim pokretačima koji su polako pokretali projektil u pravcu cilja. Kako je potisak raketnog motora bio konstantan brzim trošenjem goriva (130 kg u sekundi) naglo se je smanjivala masa projektila koji se najčešće dizao pod kutom od 40 stupnjeva i naglo ubrzavao.

Domet se je određivao gašenjem motora pri brzini koja je omogućavala balističku putanju da dovede projektil do cilja. Najviša visina leta bila je oko 95 km, što je tada bila najveća visina koji je postigao predmet ljudske izrade. Uz to i najveća brzina bila je 5400 km/h što je do tada bila najveća zabilježena brzina bilo kojeg objekta.

## Operativna uporaba
Masovno sastavljanje raketa V-2 organizirano je u podzemnoj tvornici u Mittelwerkeu u planinama Kohnstein, koja je bila dio kompleksa Mittelbau-Dora (pokraj Nordhausena) u kojem je radila robovska radna snaga. Krajem 1943. tamo je bilo više od 10 500 robova od koji su mnogi zbog pothranjenosti, bolesti i iscrpljenosti umrli. Za primjer u razdoblju od listopada 1943. do ožujka 1944. umrlo je 2900 radnika, te je rijetko koji od njih preživio 100 dana. Najviše radnika došlo je iz Sovjetskog Saveza, Poljske i Francuske, koji su većinom bili ratni zarobljenici, iako je bilo i Nijemaca osuđenih na prisilni rad.

U početku je mjesečna proizvodnja iznosila 300 projektila na mjesec, da bi se tijekom vremena proizvodnja povećala 1000 primjeraka mjesečno. Unatoč svim problemima i stalnim savezničkim zračnim udarima do kraja rata proizvedeno je više od 10 000 raketa V-2. Na sreću nisu sve lansirane.
Postrojba Batterie 444. službeno je postala operativna 6. rujna 1944. iako je prvi napad na Pariz izvela četiri dana ranije. Prvi napad na London pokušala je izvesti Batterie 485. 6. rujna, ali su sva lansiranja bila neuspješna. Zato su i 444. i 485. 8. rujna uspjele lansirati svoje V-2 na London. Napadi su nastavljeni na razne ciljeve sve do kraja rata, te je uspješno lansirano ukupno 3172 projektila. Najviše ih je lansirano na Belgiju i to na Antwerpen 1610, Liege 27, Hasselt 13, Tournai 9, Mons 3 i Diest 2 projektila.
 
Na London je lansirano 1358 a na Norwich/Ipswich 44 raketa V-2. Relativno malo V-2 lansirano je na ciljeve u Francuskoj. Tako je Pariz pogođen sa "samo" 22 rakete V-2, dok je Lille pogođen s 25. Uz njih s V-2 su pogođeni još i Tourcoing 19, Arras 6 i Cambrai četiri puta. Nizozemski Maastricht pogođen je s 19 projektila. Interesantno je 11 raketa lansirano na njemački grad Remagen.
Pripadnici poljskog pokreta otpora uspjeli su "ukrasti" jednu raketu V-2 koja se 30. svibnja 1944. srušila nakon neuspjelog probnog lansiranja, te je u noći s 25. na 26. srpnja RAF-ovim avionom prebaciti u Veliku Britaniju. Saveznici nisu mogli pronaći obranu protiv napada ovim oružjem. Zbog toga su procijenili da je najbolja obrana uništenje lansirnih položaja. Tako su 3. ožujka 1945. u pokušaju da unište lansirne položaje u blizini Haaga, a zbog greške u navigaciji, bombardirali predgrađe Bezuidenhout pri čemu je poginulo 500 civila.
Iako je A-4 zapravo projektiran kao topničko oružje, V-2 je imao malu borbenu vrijednost. Njegov sustav navođenja bio je odviše neprecizan da bi mogao pogoditi točkasti cilj. Iako je cijena jedne rakete V-2 bila otprilike koliko i tadašnjeg četveromotornog bombardera činjenica je da su Nijemci potkraj 1944. i početkom 1945. jedino s V-1 i V-2 projektilima mogli doseći London. Istina je da bi bombarderi s četiri mlazna motora, da su ih Nijemci uspjeli razviti prije kraja rata, imali veću preciznost i mogli bi se višestruko iskoristiti. S druge strane V-2 je trošio samo materijal a ne i ljudske živote, barem ne njemačke (ako se izuzme Remagen). Njegova važnost postala je još veća nakon što su britanski piloti otkrili kako zaustaviti V-1 prije nego što dosegnu ciljeve u Engleskoj, i nakon što su izguljena lansirna mjesta s kojih je V-1 mogao dosegnuti London.

Kako je V-2 letio znatno brže od brzine zvuka i na znatno većim visinama nego ijedan tadašnji saveznički lovac, te se na cilj obrušavao pod prevelikim kutom da se otkrije tadašnjim radarima, njegovi su napadi bili nezaustavljivi. Šteta prouzročena jednim projektilom V-2 bila je slična onoj od obične bombe ali su ljudski gubici bili veći jer nije bilo moguće prethodno uzbunjivanje. Uz neuspješne pokušaje uništenja lansirnih položaja, koji su i ovako bili pokretni, Britanci su pokušali smanjiti žrtve slanjem lažnih izvještaja o mjestima pada V-2 na London u nadi da će idući udari biti po manje naseljenim područjima ili da će čak promašiti cijeli grad. Danas je nemoguće reći je li taj pokušaj donio ikakve rezultate.
U pokušaju da dosegnu i Sjedinjene Američke Države Nijemci su razmatrali i mogućnost ugradnje lansera V-2 na podmornice. Započeli su s programom testiranja vučene lansirne rampe koja je uspješno testirana. Cijeli je program dobio kodno ime Prufstand XII. Da je uspješno dovršen omogućio bi njemačkim podmornicama lansirati V-2 projektile na gradove na istočnoj američkoj obali. Takvi su napadi trebali imati više psihološki nego materijalni učinak.

U kolovozu 1944. dvanaest rastavljenih projektila V-2 ukrcano je u Bordou na transportne podmornice U-195 i U-219. Podmornice su zadnji put viđene u prosincu 1944. u blizini Djakarte. U svibnju 1945. na podmornicu U-234 ukrcani su stručnjaci za projektile V-2 te su upućeni prema Japanu. Nije poznata sudbina tih projektila.
Još tijekom rata započeo razvoj inačice A-4B povećanog dometa do 750 km. Dva ispitna projektila A-4B lansirana su potkraj 1944. i na samom početku 1945. godine. Razmišljalo se i projektiranju projektila označenog kao A-9 koji bi pripadao drugoj generaciji s lakšom konstrukcijom i još učinkovitijim gorivom. Najnapredniji projekt bio je A-10, dvostupanjski projektil namijenjen napadima na ciljeve u Sjedinjenim Državama.
Nakon okončanja rata u Europi Amerikanci su u sklopu operacije Paperclip u Sjedinjene Države prevezli stotine rastavljenih A-4, te uz njih i 126 stručnjaka među kojima su bili Wernher von Braun i Walter Dornberger. I Sovjeti su uspjeli zarobiti veći broj A-4 koje su tijekom 1946. prevezli u Rusiju, gdje su u blizini Moskve okupili 250 stručnjaka koji su ubrzo razvili projektil R-1 - vjernu kopiju A-4. Na tim su osnovama ubrzo razvili veći broj mobilnih balističkih projektila za taktičku uporabu. Zbog toga se cijeli razvoj suvremenih balističkih projektila od 1945. do danas temelji na uspjesima ekipe okupljene oko Werhera von Brauna i Waltera Dornbergera i iskustvima stečenim s projektilom A-4.

## Prvi svemirski letovi
Prve svemirske letove poduzele su Sjedinjene američke države uspravnim ispaljivanjem projektila iz projektilodroma White Sands Missile Range. Projektili su po izgaranju svog goriva padali natrag na Zemlju.
13. projektil po redu opremljen je 35-milimetarskom kamerom i filmom u čeličnome kućištu. Ispaljen je 24. listopada, 1946. i na visini od 65 milja snimio je prve fotografije snimljene iz svemira. Od 1946. do 1950. snimljeno je preko 1.000 takvih fotografija s visina do oko 100 milja iznad površine Zemlje.